# Ellen Braumüller
Ellen Braumüller, née le 24 décembre 1910 à Berlin et décédée le 10 août 1991 à Berlin, était l'une des premières athlètes allemandes à connaître le succès lors de compétitions internationales.
L'un de ses plus grands succès a été sa médaille d'argent obtenue au lancer du javelot (43,49 m) lors des Jeux olympiques d'été de 1932 à Los Angeles derrière l'Américaine Mildred Didrikson (43,68 m). Pendant ces jeux, elle prit part également aux saut en hauteur (1,41 m), au lancer du disque (33,15 m) et au relais 4 × 100 m, à chaque fois sans obtenir de médaille.
En 1930 déjà, lors des Jeux mondiaux féminins de Prague, elle avait remporté le triathlon avec 198 points : 100 m (13 s 9), saut en hauteur (1,57 m) et lancer du javelot (33,15 m). Elle ajouta à son palmarès d'autres titres nationaux entre 1929 et 1933.

## Palmarès

### Jeux olympiques d'été
- Jeux olympiques d'été de 1932 à Los Angeles ( États-Unis)
  - 10e au saut en hauteur
  - 8e au lancer du disque
  -  Médaille d'argent au lancer du javelot
  - 6e en relais 4 × 100 m

### Jeux mondiaux féminins
- Jeux mondiaux féminins de 1930 à Prague ( Tchécoslovaquie)
  -  Médaille d'or au triathlon

### Championnats d'Allemagne
- Médaille d'or au pentathlon en 1929, 1930, 1932
- Médaille de bronze au pentathlon en 1933
- Médaille d'or au lancer du disque en 1933

## Records
- record du monde du lancer du javelot[1] avec en 40,27 m le 12 juillet 1930 à Berlin (amélioration du record de Guschi Hargus)
- record du monde du lancer du javelot avec en 42,28 m le 2 août 1931 à Magdebourg (amélioration de son précédent record)
- record du monde du lancer du javelot avec en 44,64 m le 12 juin 1932 à Berlin (amélioration de son précédent record, sera battu par Nan Gindele)